# سونيا روبنسون
سونيا روبنسون (بالإنجليزية: Sonya Robinson)‏ هي كاتبة غنائية وملحنة أمريكية، ولدت في 29 يوليو 1959.

## وصلات خارجية
- سونيا روبنسون على موقع ميوزك برينز (الإنجليزية)
- سونيا روبنسون على موقع ديسكوغز (الإنجليزية)